# Зелёный Мыс (Новосибирская область)
Зелёный Мыс — посёлок в Новосибирском районе Новосибирской области России. Входит в состав Кубовинского сельсовета.

## География
Площадь посёлка — 9 гектаров.

## История
В 1976 году указом Президиума Верховного Совета РСФСР посёлок кожзавода переименован в Зелёный Мыс.

## Население
| 2002 | 2007 | 2010 |
| ---- | ---- | ---- |
| 262  | ↘261 | ↘212 |

## Инфраструктура
В посёлке по данным на 2007 год отсутствует социальная инфраструктура.